# Change (singel Christiny Aguilery)
„Change” – piosenka popowa wykonywana przez amerykańską wokalistkę Christinę Aguilerę. Wyprodukowany przez Flo Reuttera i Martina Terefe utwór wydany został na singlu 17 czerwca 2016 roku w następstwie strzelaniny, do jakiej doszło w klubie nocnym w Orlando 12 czerwca. „Change” to singel charytatywny, dedykowany ofiarom masakry. Przychody z jego sprzedaży przeznaczone zostały na rzecz rodzin poszkodowanych.
Tekst piosenki dotyczy potrzeby zmian na lepsze, patrzenia z nadzieją w przyszłość w oczekiwaniu na te zmiany. Aguilera wyznała, że celem utworu jest „pomoc w gojeniu ran”. Singel został pozytywnie oceniony przez krytyków. Chwalono jego emocjonalny charakter oraz poruszające słowa tekstu, wokale Aguilery uznano za subtelne i wstrzemięźliwe. Dziennikarze okrzyknęli „Change” mianami „hymnu tolerancji”, hymnu gejowskiego. Porównywano nagranie do „Beautiful”, przebojowej ballady Aguilery, popularnej zwłaszcza w środowisku LGBT. Pomimo nikłej promocji medialnej singel notowany był na listach przebojów w dwunastu krajach świata. Zajął piąte miejsce notowania Billboard Bubbling Under Hot 100. Plasował się w Top 30 hiszpańskich, filipińskich i indonezyjskich list przebojów, na Filipinach zajmując pozycję szczytową.

## Informacje o utworze
12 czerwca 2016 roku w klubie nocnym Pulse w mieście Orlando na Florydzie doszło do strzelaniny, w wyniku której śmierć poniosło pięćdziesiąt osób, a pięćdziesiąt trzy osoby zostały ranne. Pulse był klubem gejowskim; bawiły się w nim przede wszystkim osoby LGBT. Ataku dokonał Omar Mateen, Amerykanin pochodzenia afgańskiego, przynależny do ISIS, mający wykazywać zachowania homofobiczne. Zamach w wykonaniu Mateena był najbardziej krwawą strzelaniną w akcie terroryzmu w całej historii Stanów Zjednoczonych, najbardziej śmiertelnym atakiem w amerykańskiej historii społeczności LGBT, a także największym atakiem terrorystycznym w USA od czasów zamachu z 11 września 2001 roku.
"Change” stał się w drugiej połowie czerwca 2016 singlem charytatywnym, dedykowanym ofiarom masakry i ich rodzinom. Autorami utworu są Aguilera, wokalista Fancy Hagood, znany również jako Who Is Fancy, oraz Florian „Flo” Reutter, londyński kompozytor, producent muzyczny i inżynier dźwięku. Reutter jest także współproducentem piosenki, którą nagrano w 2016 roku w Los Angeles w Kalifornii. Drugi z producentów to Martin Terefe, znany jako współpracownik a-ha i Jasona Mraza. „Change” to średniego tempa ballada popowa, czerpiąca z gatunku adult contemporary, cechująca się syntezatorowym beatem. Jej tekst dotyczy potrzeby zmian na lepsze, patrzenia z nadzieją w przyszłość w oczekiwaniu na te zmiany. W utworze Aguilera śpiewa: „Czekam na zmiany, które nas wyzwolą. Czekam na dzień, w którym ty będziesz mógł być sobą, a ja pozostanę sobą. (...) Czekam na ten dzień, kiedy nienawiść zginie, a odnaleziona zostanie miłość. (...) Dla wszystkich dzielnych, dla wszystkich dusz, które utorowały wam drogę, stańcie z podniesionym czołem, dumnie wznieście swoje głosy. Dajmy im znać, kim jesteśmy i jakie są nasze wybory, a pewnego dnia nie będziemy musieli śpiewać tego refrenu.” W wywiadzie udzielonym Ryanowi Seacrestowi na łamach radiostacji KIIS-FM Aguilera określiła „Change” jako „muzyczną wiadomość, mającą nieść wsparcie i nadzieję”; dodała, że celem utworu jest „pomoc w gojeniu ran”. Nagranie dedykowała też pamięci Christiny Grimmie, wokalistki i uczestniczki programu telewizyjnego The Voice, która została zastrzelona 11 czerwca 2016, właśnie w Orlando. Fancy Hagood zaczął pisać „Change” już w 2015 roku, tuż po zamieszkach w St. Louis, spowodowanych śmiercią osiemnastoletniego Afroamerykanina, zastrzelonego przez policjanta. Do pracy nad tekstem zainspirowały go dyskusje na temat rasy ludzkiej, mniejszości społecznych, małżeństw homoseksualnych oraz szeroko pojętej niesprawiedliwości. Jak uznał Hagood, „piosenka odzwierciedla potrzebę zmian wśród ludzi”. Dziennikarz Albert Nowicki stwierdził, że nagranie „dowodzi, z jaką niechęcią odnosi się Aguilera do homofobii”. Skomponowany w tonacji Ges-dur utwór opiera się na  schemacie metrycznym oraz przeciętnego tempa ruchach 82 uderzeń na minutę. Nagranie bazuje na skali G♭/B♭ – C♭ – G♭, a głos Aguilery na oktawach, od E♭3 do D♭5. Wśród instrumentów muzycznych, z których korzystano w studio podczas rejestrowania piosenki, znajdują się perkusja oraz róg.
16 czerwca 2016 na swojej oficjalnej stronie internetowej Aguilera zamieściła komunikat, towarzyszący wydaniu „Change” jako singla charytatywnego:

Przerażająca tragedia, jaka wydarzyła się w Orlando, mocno ciąży na moim myśleniu. Ofiarom i ich rodzinom przesyłam ogrom miłości i modlitw. Podobnie jak wielu innych ludzi, chcę być częścią zmian, jakich potrzeba światu, by uczynić go pięknym i uniwersalnym; by uczynić go miejscem, w którym można kochać w wolności, z pełnią namiętności.
Żyjemy w czasach różnorodności, w czasach nieprzebranych możliwości, w czasach dających szansę celebrowania własnej ekspresji. Zastanawiam się, jakim cudem osoby tak bardzo przepełnione miłością mogą być narażone na tak wiele nienawiści.
Choć mierzymy się obecnie z okropnym smutkiem, wierzę, że jesteśmy w stanie znaleźć na świecie znacznie więcej miłości niż można by sądzić. Raz jeszcze musimy nauczyć się kochać, musimy zrozumieć, że każdy człowiek ma znaczenie; w sercach musimy utrzymywać miłość. Jak powiedział niegdyś Nelson Mandela: 'Nikt nie rodzi się pełen nienawiści wobec koloru skóry, pochodzenia czy religii drugiej osoby. Ludzie muszą nauczyć się nienawidzić, a gdy już to zrobią, będą w stanie pojąć, czym jest miłość; miłość jest ludzkiemu sercu bliższa niż jej przeciwieństwo.' 
Wszyscy stoimy przed wyborem: możemy siać miłość, wspierać indywidualizm, wpływać na cudze losy. Tkwimy w tym wszyscy, zjednoczeni w miłości.

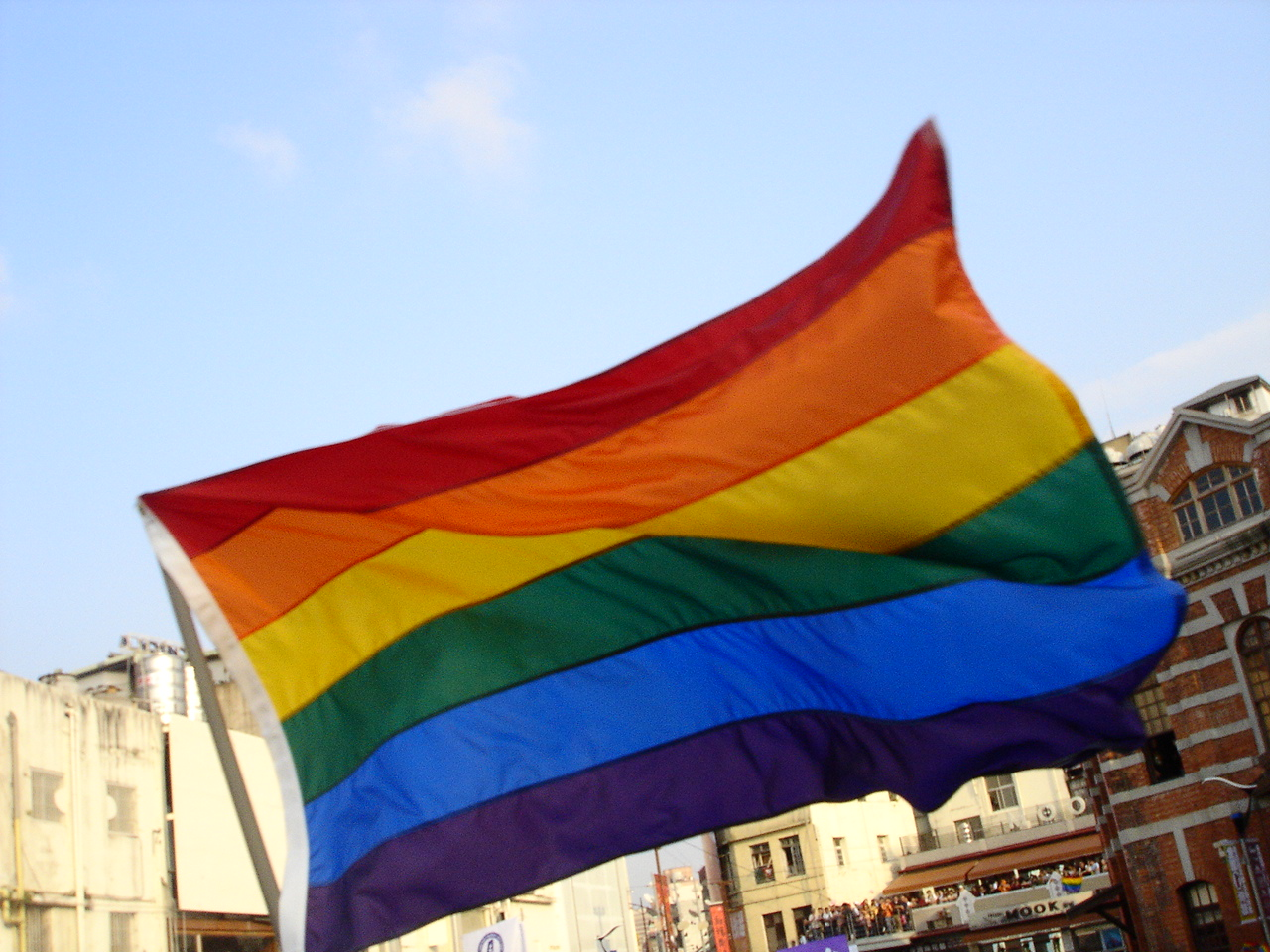
Piosenka wydana została na singlu w świetle tragicznych wydarzeń w Orlando, by wspomóc społeczność LGBT.

Piosenka miała znaleźć się na ósmym albumie studyjnym Aguilery, lecz w świetle tragicznych wydarzeń z Orlando wersję demo nagrania poddano remasteringowi, by móc wydać „Change” jako singel charytatywny. W styczniu 2015 roku witryna realobsession.com sugerowała, że utwór znajduje się na potencjalnej trackliście albumu Aguilery zatytułowanego Blonde, szykowanego do wydania w ciągu najbliższych miesięcy.

## Wydanie singla
Światowa premiera nagrania miała miejsce 16 czerwca 2016 roku na antenie amerykańskiej radiostacji KIIS-FM, w audycji On Air with Ryan Seacrest. Nazajutrz, 17 czerwca, utwór wydano na singlu; jego cyfrowe kopie udostępnione zostały wówczas w sprzedaży digital download. W dniu premiery poinformowano, że wszelkie przychody ze sprzedaży w sklepie internetowym iTunes Store w okresie od 17 czerwca do 14 września 2016 przeznaczone zostaną na rzecz organizacji National Compassion Fund, która przekaże zyski rodzinom ofiar strzelaniny. Także wytwórnia RCA Records zadeklarowała, że dochody z publikacji singla poświęci na cele charytatywne. Utwór zyskał sporą emisję radiową na terenie Szwajcarii.
W ciągu doby od wydania singel zajął pierwsze miejsce zestawień najlepiej sprzedających się piosenek w dziesięciu sektorach iTunes Store, w tym w Brazylii, Argentynie, Tajlandii i na Filipinach. W przedostatnim tygodniu czerwca 2016 „Change” debiutował na francuskiej liście przebojów sporządzonej przez SNEP, zajmując pozycję sto dwudziestą. Na początku lipca singel wszedł na listę Billboardu Bubbling Under Hot 100 Singles, pojawiając się na miejscu #5. Zadebiutował też w dwóch innych notowaniach: Digital Songs oraz Canadian Digital Songs, kolejno na pozycjach #32 oraz #40. W Wielkiej Brytanii utwór objął miejsce 173. notowania UK Singles Chart; w Szkocji zajął miejsce 47. listy Top 75 Singles. 16 lipca 2016 „Change” pojawił się na liście Billboardu Canada AC, na pozycji czterdziestej pierwszej. Ogłoszono wówczas, że jest najchętniej nabywanym przez kanadyjskie stacje radiowe singlem, a także jednym z nagrań najczęściej emitowanych w ciągu minionych siedmiu dni. Tydzień później awansował o pięć pozycji. „Change” plasował się w Top 30 hiszpańskich, filipińskich i indonezyjskich list przebojów, na Filipinach zajmując pozycję szczytową. W Portugalii zajął miejsce czterdzieste czwarte listy Top 50 Singles, wydawanej przez AFP. W Chorwacji wszedł na listę przebojów airplayowych.

## Opinie
Serwis internetowy Last.fm wskazał „Change” jako „najbardziej ukochaną” przez fanów muzyki pop piosenkę wydaną w czerwcu 2016 roku. W zestawieniu dziesięciu utworów nagranie objęło pierwsze miejsce. W sierpniu 2016 brytyjski piosenkarz Elton John pochwalił „Change” za istotny przekaz oraz „piękną” treść. Redaktorzy witryny luvpop.pl wróżyli kompozycji nominacje do nagrody Grammy w kategoriach nagranie roku (Record of the Year) oraz piosenka roku (Song of the Year). Zuzanna Janicka (the-rockferry.onet.pl) wymieniła „Change” w notowaniu najlepszych piosenek roku 2016, a redaktor strony luvpop.pl okrzyknął kompozycję jako jeden z najlepszych singli roku. Samuel Granger (theodysseyonline.com) wskazał „Change” jako jeden ze swoich dziesięciu ulubionych utworów z 2016 roku. Muri Assunção, redaktor Billboardu, okrzyknął piosenkę jako hymn społeczności LGBT.

### Recenzje
Wkrótce po wydaniu singel zyskał duże uznanie tak wśród fanów artystki, jak i dziennikarzy muzycznych. Redaktorzy magazynu Billboard okrzyknęli „Change” jako „potężną balladę”. Danii C., współpracujący z witryną celebmix.com, pisał: „'Change', hymn nadziei dla społeczności LGBTQ+, to apel o zmiany i bycie dzielnym”. Publicysta chwalił „jurność pisarską” autorów oraz wokale wykonawczyni, a także porównał piosenkę do ballady Aguilery „Beautiful”, uchodzącej za gejowski przebój. Według Brennana Carleya (spin.com), „Change” to utwór „emocjonalnie donośny”. Carley uznał, że piosenka chwyta za serce i przypomina, „jak mocarnie brzmi wokal Aguilery, gdy śpiewa ona przy użyciu prostych rejestrów głosowych”. Dziennikarka B. Scott (lovebscott.com) skwitowała nagranie jako „emocjonalne”. Jeff Benjamin i Sam Blum, piszący dla strony fuse.tv, zachwalali „krzepiące przesłanie” singla. Sophie Atkinson (bustle.com) nazwała „Change” utworem „szczerze poruszającym”. „Choć melodia jest urocza i zapadająca w pamięć, największą uwagę zwracają upolitycznione słowa tekstu piosenki”, pisała Atkinson. W recenzji dla czasopisma Rolling Stone Daniel Kreps określił „Change” jako „inspirującą kompozycję dotyczącą akceptacji oraz poczucia własnej tożsamości”. W serwisie idolator.com, w oparciu o cztery opinie krytyków, wyróżniono „Change” oceną w postaci siedmiu i siedemdziesięciu pięciu setnych punktu na dziesięć możliwych. Robbie Daw wycenił nagranie na osiem punktów z dziesięciu możliwych, pisząc: „Jestem wielkim fanem takich kawałków, jak 'Dirrty', 'Not Myself Tonight' czy 'Your Body'. Słowem: uwielbiam single Xtiny z podtekstem seksualnym. 'Change' przesłuchałem od wczoraj przynajmniej dwunastokrotnie. To cudowny hymn tolerancji, który nigdy nie zatacza się ku zbędnej dramaturgii. Bardziej niż zręczną produkcją czy wokalną akrobatyką może pochwalić się subtelnością i dobranym klimatem.” Carl Williott wydał piosence tę samą ocenę, co Daw, uznając, że jej wykonawczyni „wciąż pozostaje w czołówce gwiazd muzyki pop”, czemu dowodzi nie w tradycyjny dla siebie sposób (silnym wokalem − przyp.), a pozwalając nagraniu, by „same było sobie adwokatem”. Williott dodał, że „choć utwór prawdopodobnie nie doprowadzi do tytułowych zmian, dostarcza słuchaczom trzech minut potrzebnego optymizmu”. Rachel Sonis napisała singlowi mieszaną recenzję, twierdząc, że wśród power ballad o emocjonalnym zabarwieniu wykazuje się on odwagą, lecz zarazem wątpiąc, by „wybronił się w starciu z takimi przebojami, jak 'Beautiful' (2002) czy choćby 'Earth Song' (1995)”. Mike Wass ocenił „Change” bardzo pozytywnie (10/10 punktów). W kontekście tematyki utworu zwrócił również uwagę na popularność Aguilery wśród przedstawicieli środowiska LGBT:

Plan oszczędnościowy 401(k) nie jest potrzebny gwiazdom popu, gdy murem stoją za nimi jednostki LGBT. Kiedy radiostacje przestają się daną divą interesować, a nastolatki idolkę odnajdują w kolejnej artystce młodego pokolenia, to my zamawiamy nadchodzący album faworytki, zwiastujący wtórą porażkę komercyjną; to my wydajemy krocie na bilety koncertowe. Jako wokalistki szczęśliwie dotknięte szczodrością gejów i lesbijek wymienić można Madonnę, Kylie Minogue, Cher, Mariah Carey, Britney Spears czy Lady Gagę. Naiwnie, większość z nas sądziła, że ta specyficzna lojalność jest odwzajemniona. Od wydarzeń na Florydzie, gdzie czterdzieści dziewięć osób zostało zabitych w klubie gejowskim, minął prawie tydzień. Nie zainteresowała się tą tragedią prawie żadna z div, które wypychają swoje torebki różowymi dolarami. (...) Dlatego właśnie warto wspierać sojuszników jak Christina Aguilera i cieszyć się ich dokonaniami.

Lucas Villa (axs.com) zachwalał wykonanie piosenki przez Aguilerę: „Christina gładko i bezproblemowo balansuje pomiędzy wstrzemięźliwością a wokalnym wyzwoleniem. 'Change' to nagranie pełne duszy, z serdecznym, szczerym przesłaniem; Xtina może dzięki niemu sięgnąć niebios.” W omówieniu dla strony examiner.com Samuel Lora podsumował utwór jako „przypominający balladę 'Beautiful' z ery Stripped lub większość materiału z albumu Lotus (2012)”. Lora określił singel jako „posępny”, lecz zarazem „wzmacniający słuchacza wewnętrznie”.

## Teledysk
16 czerwca 2016 roku w sieci pojawił się promocyjny wideoklip tekstowy (lyric video). Wersy piosenki prezentowane są w nim na tle fotografii z dzieciństwa Aguilery, przeplatających się z ujęciami śpiewającej, czerwonowłosej artystki. Teledysk zadebiutował na witrynie VEVO.com. Wkrótce potem udostępniony został na oficjalnym kanale Aguilery w serwisie YouTube, gdzie w ciągu dwóch dób od wydania odtworzony został blisko milion razy. Redaktorzy serwisu luvpop.pl zasugerowali, że nieoficjalny klip ma szansę zdobyć nominację do nagrody Grammy w kategorii Best Music Video.

## Promocja i późniejsze wykonania
Utwór został wykorzystany w skompilowanym przez telewizję CNN nagraniu wideo, mającym hołdować zmarłym w strzelaninie w Orlando. 23 czerwca 2016 Aguilera po raz pierwszy wykonała piosenkę przed publicznością, na łamach programu typu talk-show Jimmy Kimmel Live!, nadawanego przez stację ABC. Media pozytywnie oceniły występ. Dziennikarz piszący dla witryny thatgrapejuice.net podsumował go jako „szczery i płynący prosto z serca, dobrze zaaranżowany”. Inny z opiniodawców, Jordan Miller (breatheheavy.com), stwierdził, że siłą wykonania okazały się opanowany wokal Aguilery oraz „prostota”, oparta na „pięknej melodii”. 12 lipca 2016 aktorka Halle Berry opublikowała na swoim profilu w serwisie Instagram klip wideo, dający wyraz jej sprzeciwu względem stosowania przemocy wobec osób czarnoskórych. Na wideo złożyły się ujęcia Berry biegnącej przez ogród pełen kwiatów oraz jednominutowy fragment piosenki „Change”. 30 lipca 2016 Aguilera zaśpiewała utwór na koncercie inaugurującym otwarcie hali widowiskowej Black Sea Arena w Gruzji. Zgromadzonym widzom opowiedziała o przesłaniu nagrania. W listopadzie 2016 odbył się koncert, który Aguilera zorganizowała na rzecz dofinansowania kampanii prezydenckiej Hillary Clinton. W trakcie eventu zaśpiewała dwie piosenki, w tym „Change”.
We wrześniu 2020 roku w serwisie Twitter pojawiło się nagranie, na którym Aguilera wykonuje fragmenty „Change”. Okazją była kampania w mediach społecznościowych, „#YourVoiceYourVote”, zachęcająca Amerykanów do udziału w wyborach prezydenckich.

## Lista utworów singla
Digital download
1. „Change” – 3:06

## Twórcy
Informacje za Tidal:
- Główne wokale: Christina Aguilera
- Producent: Florian „Flo” Reutter, Martin Terefe
- Autor: Christina Aguilera, Fancy Hagood, Florian „Flo” Reutter
- Mixer: Manny Marroquin
- Inżynier masteringu: Dave Kutch
- Współpraca: Chris Galland, Ike Schultz

## Pozycje na listach przebojów
| Kraj/region       | Notowanie (2016)                 | Wydawca                | Najwyższa pozycja |
| ----------------- | -------------------------------- | ---------------------- | ----------------- |
| Australia         | Official Singles Chart           | ARIA Charts            | 172               |
| Australia         | NSW Singles (Nowa Płd. Walia)    | ARIA Charts            | 82                |
| Australia         | QLD Singles (Queensland)         | ARIA Charts            | 99                |
| Australia         | Victorian Singles (Wiktoria)     | ARIA Charts            | 79                |
| Chorwacja         | Top 100 Airplay                  | YE                     | 78                |
| Filipiny          | Official Singles Chart           | PARI                   | 1                 |
| Filipiny          | Top 30 Singles                   | Music Weekly Asia      | 24                |
| Francja           | Top 100 Singles                  | SNEP                   | 120               |
| Hiszpania         | Top 50 Singles                   | PROMUSICAE             | 28                |
| Indonezja         | Top 50 Singles                   | Creative Disc          | 21                |
| Kanada            | Canada AC                        | Billboard              | 36                |
| Kanada            | Canadian Digital Songs           | Billboard              | 40                |
| Portugalia        | Top 50 Singles                   | AFP                    | 44                |
| Rumunia           | Bubbling Under Singles Chart     | Romanian Chart Top 100 | 1                 |
| Stany Zjednoczone | Billboard Bubbling Under Hot 100 | Billboard              | 5                 |
| Stany Zjednoczone | Billboard Twitter Top Tracks     | Billboard              | 10                |
| Stany Zjednoczone | Digital Songs                    | Billboard              | 32                |
| Stany Zjednoczone | Pop Digital Songs                | Billboard              | 17                |
| Szkocja           | Top 75 Singles                   | OCC                    | 47                |
| Wielka Brytania   | UK Singles Chart                 | OCC                    | 173               |
| Wielka Brytania   | UK Singles Sales                 | OCC                    | 44                |

## Historia wydania
| Region | Data            | Format           | Wytwórnia                |
| ------ | --------------- | ---------------- | ------------------------ |
| Świat  | 17 czerwca 2016 | digital download | RCA Records              |
| Rosja  | 30 czerwca 2016 | airplay          | Sony Music Entertainment |